# Tistlar
Tistlar är ett samlingsnamn på växtarter i flera olika botaniska släkten bland de korgblommiga växterna:
- Bolltistelsläktet (Echinops), i södra Europa, Nordafrika och Centralasien.
- Mariatistelsläktet (Silybum), i södra Europa.
- Piggtistelsläktet (Carduus), i Afrika och Europa.
- Spåtistelsläktet (Carlina), från Europa till Centralasien
- Tistelsläktet (Cirsium), i Eurasien och norra Afrika.
- Klinttistlar (Galactites), delar av Palearktis.
- Ulltistelsläktet (Onopordum), vildväxande i Eurasien.
- Elfenbenstistlar (Ptilostemon), stora delar av Palearktis.
- Skrifttistlar (Tyrimnus), Sydeuropa, Nordafrika och norra Afrika.

Historiskt innan 1894 har även flera växter i molkesläktet kallats tistlar.